# جهان با انرژی صفر
فرضیه جهان با انرژی صفر ادعا می‌کند که کل مقدار انرژی در جهان دقیقاً صفر است : مقادیر مثبت انرژی در شکل ماده با مقادیر منفی آن در شکل گرانش خنثی می‌شود. برخی فیزیکدانان مثل لاورنس کراوس، استیون هاوکینگ و الکساندر ویلنکین این وضعیت را «جهانی از هیج» نامیدند، اگرچه مدل جهان انرژی صفر نیازمند وجود هر دو میدان مادی با انرژی مثبت و میدان گرنشی با انرژی منفی است.